# راشیانا
راشیانا (به انگلیسی: Rashiana) یک منطقهٔ مسکونی در پاکستان است که در ناحیه توبه تک سینگ واقع شده‌است.